# Speedski

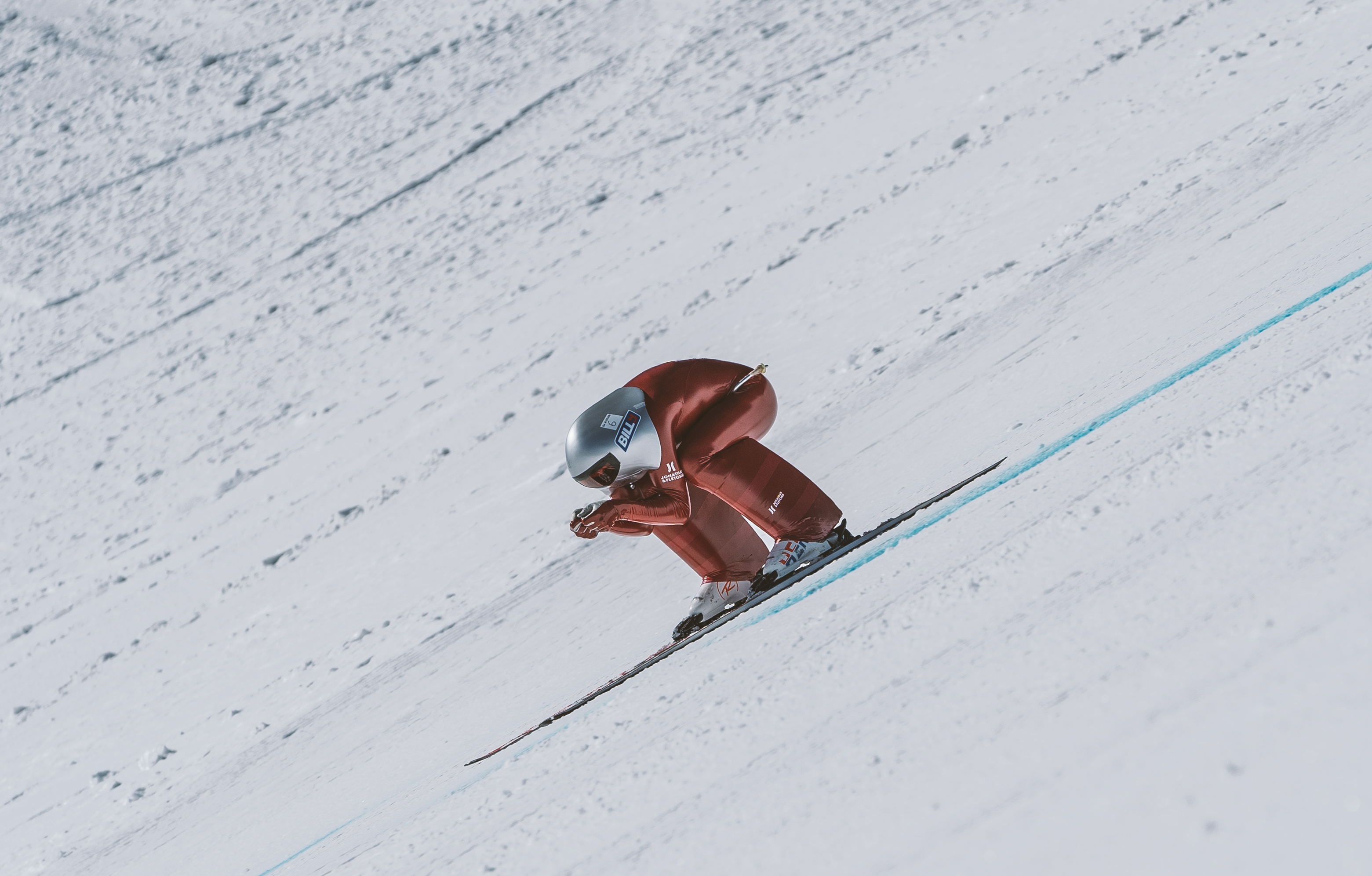
Speedskiåkaren Simon Billy i Vars 2019.

Speedski, alternativt speedskiing eller tidigare vanligaste benämningen Flygande kilometern, är en form av alpin skidåkning där man åker nerför specialpreparerade backar för att uppnå en så hög hastighet som möjligt. 
Speedski är idag en sport som blir mer och mer högteknologisk; i Sverige är speedski en av grenarna i Svenska Skidförbundet.  

## Historik

### Mellankrigstiden
Vid slutet av 1920-talet experimenterades det med att fastställa hastigheten på skidåkare i Sankt Moritz, Schweiz. Nyfikenheten var stor för störtloppsåkare som ständigt levde med frågan "Hur fort kan man åka?" Tidtagning med stoppur gav ingen vidare noggrannhet, men det tog inte lång tid förrän elektroniska mätmetoder började användas. 1930 mättes en hastighet av 105 km/h. Det var Gustav Lantschner som tog sig nerför kilomètre lancé-pisten (kallat KL) i Corviglia i bergen runt St. Moritz. Denna hastighet mättes dock över 150 meter, en sträcka som året efter ändrades till 100 meter. Skidåkaren Leo Gasperl uppmättes då åka i 136,6 km/h vilket i dag är känt som det första officiella rekordet i ett FIS-sanktionerat lopp.

### Efterkrigstiden
Efter andra världskriget fick man tillgång till större skidorter som gav längre och brantare backar, och idag uppnås mycket högre hastigheter. Tidigare var den snabbaste och längsta backen "Course de la Vitesse", som ligger i Les Arcs och mäter nästan 2 000 meter med en bromsplan som är 700 meter lång. Att bromsplanen är så lång är en säkerhetsdetalj som Jeffrey Hamilton fick erfara nyttan av när han vurpade strax efter mål i 243 km/h. Sedan några år tillbaka är backen i Les Arcs stängd på grund av olyckor och backen "Piste de Chabrières" i franska Vars är nu åter i topp när det gäller hastigheter. Varje år hålls en "Speedmaster" i Vars där endast världens absoluta toppåkare är inbjudna. Det är under denna tävling de senaste världsrekorden och det svenska rekordet för herrar är satt 2017 av Christian Jansson med 248,105 km/h och för damer är svenska rekord satt av Britta Backlund med  244,930 km/h år 2023.
Väggen i Hundfjället är Sveriges snabbaste backe med ett rekord på 198 km/h. Den senaste världscuptävlingen som genomfördes i hundfjället var 2011 då Sanna Tidstrand och Christian Jansson tog en dubbelseger. Efter 2011 har "Chocken" i Idre Fjäll med backrekord på 180,53 km/h, övertagit positionen som centrum för speedski i Sverige. I Idre hålls varje år en "SpeedWeek" med SM och dubbla världscuper. Senast 2017 var Idre värd för VM i speedski.
Nordens snabbaste backe ligger i Rjukan i Norge, med ett backrekord på 203 km/h satt av Tore Nyløkken 1991.

## Utrustning
I klassen S1 är åkarnas skidor 238 centimeter långa. Dräkterna är specialgjorda av gummi som sitter så trångt kroppsnära att hjälp krävs för att ta på sig dem. Hjälmarna är påbyggda för att vara så aerodynamiska som möjligt och passa åkarens kropp. Bakom pjäxorna finns spoiler som hjälper till att hålla ner luftmotståndet.
I klassen S2 är utrustningen samma som för alpina störtlopp, förutom att remmarna på stavarna måste tas bort.

## Namn
På senare tid har sporten döpts om till speed skiing (engelska) eller speedski (svenska).
Numera benämns klasserna som S1 och S2, tidigare Special och Standard

## Världsrekord och svenska rekord
Världsrekorden för både herrar och damer är satta i "Piste de Chabrières" i franska Vars och innehas tills vidare av: 
- Simon Billy ( Frankrike)  255,500 km/h  2023 (S1)
- Ivan Origone ( Italien), 254,958 km/h 2016 (S1)
- Valentina Greggio ( Italien), 247,083 km/h 2016 (S1)

Svenska rekord  Sverige
- Britta Backlund 2023, 244,930 km/h, Vars (S1)
- Christian Jansson 2017, 248,105 km/h, Vars (S1)
- Sebastian Lindblom 2016, 204,700 km/h, Vars (S2)

## Första svenskar dam och herr som åkte över 200 km/h
- Anna Morin ( Sverige, Idre), 209,790 km/h, Les Arcs 1992 (S1)
- Christer Weiss ( Sverige, Lödöse), 205,545 km/h, Les Arcs 1988 (S1)
- Sebastian Lindblom  Sverige, Järpen) 204,700 km/h Vars 2016 (S2)